# Letnikovita-(Ce)
La letnikovita-(Ce) és un mineral de la classe dels silicats.

## Característiques
La letnikovita-(Ce) és un silicat de fórmula química (Na◻)Ca₂Ce₂[Si₇O₁₇(OH)]F₄(H₂O)₄. Va ser aprovada com a espècie vàlida per l'Associació Mineralògica Internacional l'any 2023, i publicada el mateix any uns mesos més tard. Cristal·litza en el sistema monoclínic.
L'exemplar que va servir per a determinar l'espècie, el que es coneix com a material tipus, es troba conservat a les col·leccions del Museu Mineralògic Fersmann, de l'Acadèmia de Ciències de Rússia, a Moscou (Rússia), amb el número de registre: 5924/1.

## Formació i jaciments
Va ser descoberta a la morena de la glacera Darai-Pioz, a Tien Shan, dins el districte Rasht (Districtes de la Subordinació Republicana, Tadjikistan). Aquest indret és l'únic a tot el planeta on ha estat descrita aquesta espècie mineral.